# Cephalomanes
 Cephalomanes je biljni rod iz porodice tankolistovki (Hymenophyllaceae), dio razreda Polypodiopsida ili papratnica.
Pripada mu pet vrsta u tropskim krajevima Starog svijeta.

## Opis
Rizom je kratak, uspravan ili puzav, relativno debeo, s brojnim žilavim korijenjem i sjajnim višestaničnim dlačicama. Stručci jasni, okrugli, obično usko krilati, često gusto dlakavi.
Lamina jednostavno perasta do razrađeno perasta, duga 10-15 cm. Rachis sličan gornjem dijelu stručka, obično okriljen. Krajnji segmenti jednožilni, goli (rijetko dlakavi na žilama). Stanice lamine kod nekih vrsta imaju debele i grubo izdubljene unutarnje stijenke, ili mezofil izrazito reduciran, od jednog reda stanica sa svake strane vene.
Sorusi obično na vrhovima krajnjih segmenata; omotač u obliku čaše ili zvončića; usta skraćena ili proširena; receptakul obično vrlo dug, ispružen. spore sferoidne, s kratkim bodljama.
Rasprostranjenost i pojavnost: Svijet: 60 vrsta u tropima. Australija 4 vrste, 1 endemična vrsta. Ime dolazi od grčkog kepale - glava, i manes - vrsta šalice; u odnosu na oblik i položaj ovojnica.

## Vrste
1. Cephalomanes atrovirens C.Presl
2. Cephalomanes crassum (Copel.) M.G.Price
3. Cephalomanes densinervium (Copel.) Copel.
4. Cephalomanes javanicum (Blume) C.Presl
5. Cephalomanes singaporianum Bosch